# Еленор Гланвил
Еленор Гланвил (рођена Гудрик; прво удато презиме Ешфилд; Тикенхем, 1654 – Тикенхем, 1709) била је енглески ентомолог и природњак, специјализована за проучавање лептира и мољаца. Наследила је породична имања широм Самерсета, удавала се два пута (једном удовица). Имала је седморо деце, од којих је четворо преживело детињство.
Након што се одвојила од свог другог мужа касних 1690-их, Гланвилова се вратила раној страсти за сакупљањем лептира и нашла се међу раним ентузијастама инсеката, дописујући се са другим ентомолозима као што су Џејмс Петивер и Џон Реј. Еленор Гланвил је послала неколико први пут препознатих примерака лептира Петиверу, доприносећи његовом британском каталогу инсеката Gazophylacium naturae et artis, а њени експерименти у узгоју лептира резултирали су неким од најранијих детаљних описа узгоја лептира. Позната је по томе што је открила [[Црнооки шаренац|црнооког шаренца (Melitaea cinxia) (енгл. Glanville fritillary)]], јединог аутохтоног британског лептира названог по британском природњаку. Три примерка инсеката Еленор Гранвил и данас постоје у Слоун колекцији Природњачког музеја у Лондону.
Пред крај њеног живота, њен отуђени муж је покушао да дође до њеног богатства застрашивањем и ширењем гласина, а она се томе супротставила остављајући своја имања на чување повереницима и малим заоставштинама својој деци. Међутим, њен најстарији син је оспорио тестамент након њене смрти и тврдио да су ентомолошка потрага његове мајке и наизглед ексцентрично понашање били довољни да њен тестамент прогласе неважећим на основу лудила. Тестамент је поништен 1712. године.

## Младост и породица
Еленор Гудрик је рођена 1654. у породици мајора Вилијама Гудрика и Еленор Поинц (рођена Дејвис). Њихово друго дете, млађа ћерка, звала се Мери.  Вилијам се борио у Шкотској као подршка војсци Оливера Кромвела 1650–1651, а касније је добио краљевско помиловање за своје поступке у рестаурацији 1660. године. Елеанор Поинц је наследила неколико имања од својих родитеља, укључујући имања у Тикенхаму и Беквел парку и друга имања у Самерсетширу, а Вилијам је био њен други муж. Породица Гудрик је живела у Тикенхем корту.
Након очеве смрти 1666. (њена мајка је умрла девет година раније), Еленор Гудрик је наследила породична имања своје мајке. Наставила је да живи у Тикенхем корту. Године 1676. удала се за уметника из Линколншира по имену Едмунд Ешфилд, и добили су сина по имену Форест Едмунд, а затим две ћерке близнакиње (од којих је само једна, Мери, преживела рођење). Ешфилд је умро 1679.
Године 1685, Еленор се удала за Ричарда Гланвила, који је поседовао имања у Елмсету, Сомершаму и Офтону. Имали су још четворо деце, од којих је двоје умрло још у детињству. Преживели су син и ћерка. Испоставило се да је Ричард био насилан, једном је претио Елеонор напуњеним пиштољем и до 1698. године пар се раздвојио.

## Ентомолошки рад
Еленор Гланвил је била заинтересована за колекционарство лептира као млада, али је почела да развија озбиљнију потрагу након што се њен брак са Ричардом распао. Ангажовала је своје слуге за помоћ у сакупљању инсеката, добро плаћајући примерке све док су били пажљиво очувани у складу са упутствима, и испоручени у одличном стању. Дописивала се са другим раним сакупљачима инсеката као што су Џон Реј, Адам Бадл, Џозеф Дендриџ и Вилијам Вернон и постала блиска пријатељица са ентомологом Џејмсом Петивером. Приликом сусрета са Гланвиловом у Лондону 1703. године, Вернон је био импресиониран њеном колекцијом и похвалио је као „најплеменитију колекцију лептира, свих енглеских, због које ми треба да будемо постиђени“.
Током година, Гланвилова је слала Петиверу кутије пажљиво закачених примерака, прикупљајући мање познате инсекте из целе Енглеске и Велса да би их Петивер каталогизирао и поделио са ентомолошком заједницом. Једна од њених кутија укључивала је најранији познати примерак смарагдног репкара.  Њен рад је помогао Петиверу да заврши свој британски каталог инсеката Gazophylacium naturae et artis, и он јој је приписао заслуге у тексту. Једна од првих локалних листа британских инсеката, састављена од инсеката Бристола, приписује се Гланвиловој.
Гланвилова је такође код куће узгајала мољце и лептире. Ларве је добијала уз помоћ помоћница, које су напољу тукле живе ограде и жбуње и чаршавом хватале инсекте који падају. Одгајила је лептире црвенооке седефице и жиличасте купусаре, а њен опис њихових раних фаза животног циклуса остаје једна од најранијих детаљних референци на праксу узгоја лептира.
Године 1702. Еленор је ухватила нову врсту лептира у Линколнширу. Врста је првобитно названа Lincolnshire fritillary када је први пут илустрована и представљена у Петиверовом Gazophylacium-у. Касније ће бити преименована у Glanville fritillary у деценијама након њене смрти, а њено илустровано откриће постало је примерак типа Карла Линеа када је описао врсте лептира 1758. године. То је једини аутохтони британски лептир назван по британском природњаку.

## Смрт и наслеђе
Гланвилова је наставила да има проблема са Ричардом након њиховог раздвајања, јер је тражио начин да узме њено богатство и имовину за себе и своју нову љубавницу. Ричард је почео да шири гласине да је Еленор Гланвил изгубила разум, покушавајући да натера њену децу да подрже његове тврдње путем писмене изјаве под заклетвом, па чак и организовањем планова за киднаповање једног од Гланвилових синова како би га приморали да потпише наследство. Да би спречила Ричардову заверу, Гланвилова је дала своју имовину у руке повереника и оставила највећи део свог богатства свом другом рођаку, Хенрију Гудрику, са мањим наслеђем остављеним за њено четворо деце. Умрла је у Тикенхему у првим месецима 1709. године, са имовином у вредности до 7000£ (еквивалентно 857,426 £ 2018).
Незадовољан тестаментом, Еленорин најстарији син Форест оспорио је документ на суду након њене смрти. Тврдио је да је његова мајка била луда у време израде тестамента, убеђена да завешта своје богатство Хенрију Гудрику кроз заблуду да су њена сопствена деца претворена у виле. Сведоци су сведочили да је Гланвилова показивала чудно понашање као што је тучење жбуња у потрази за ларвама инсеката, облачила се „као циганка“ и излазила напоље без све одеће која се сматрала прикладном за даму, а 1712. њен тестамент је поништен из разлога уоченог лудила, остављајући Фореста власником Тикенхам корта.
Иако се Гланвилова борила да сачува сопствене колекције инсеката суочена са упорним грињама и буђи током свог живота, три њена примерка – два мољца и лептир, који су првобитно дати Петиверу – и даље постоје у колекцији Слоун Природњачког музеја. Два њена писма Петиверу поново су откривена у архиви музеја током 1960-их.
На Универзитету Линколн, Еленор Гланвил Центар функционише као централно одељење за рад на разноликости и инклузији широм кампуса. Историјска романса Фионе Маунтин Lady of the Butterflies (2010) усредсређена је на измишљено препричавање  животне приче Еленор Гланвил.